# MIÉNK

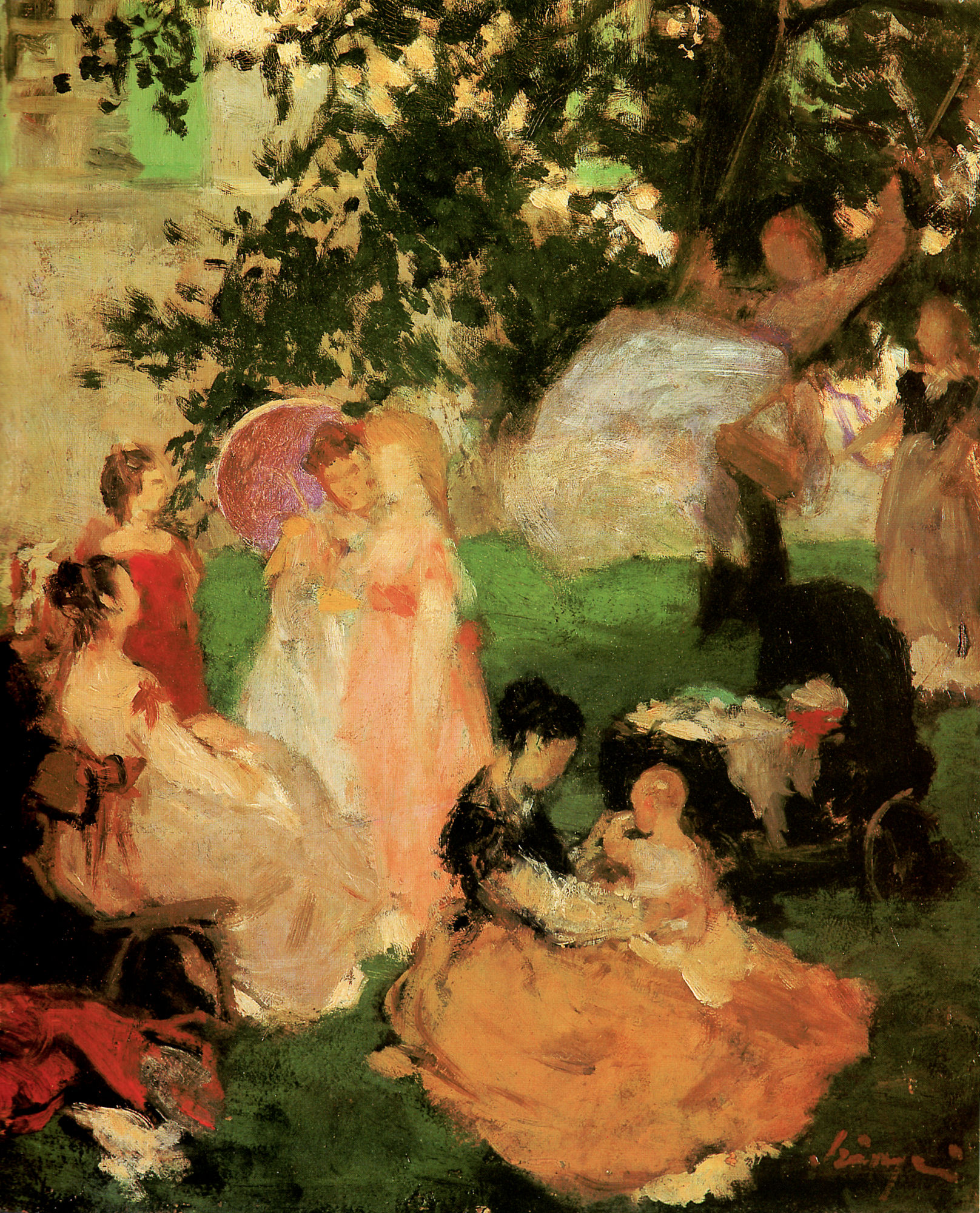
Pál Szinyei Merse, Sur la balançoire, 1869.

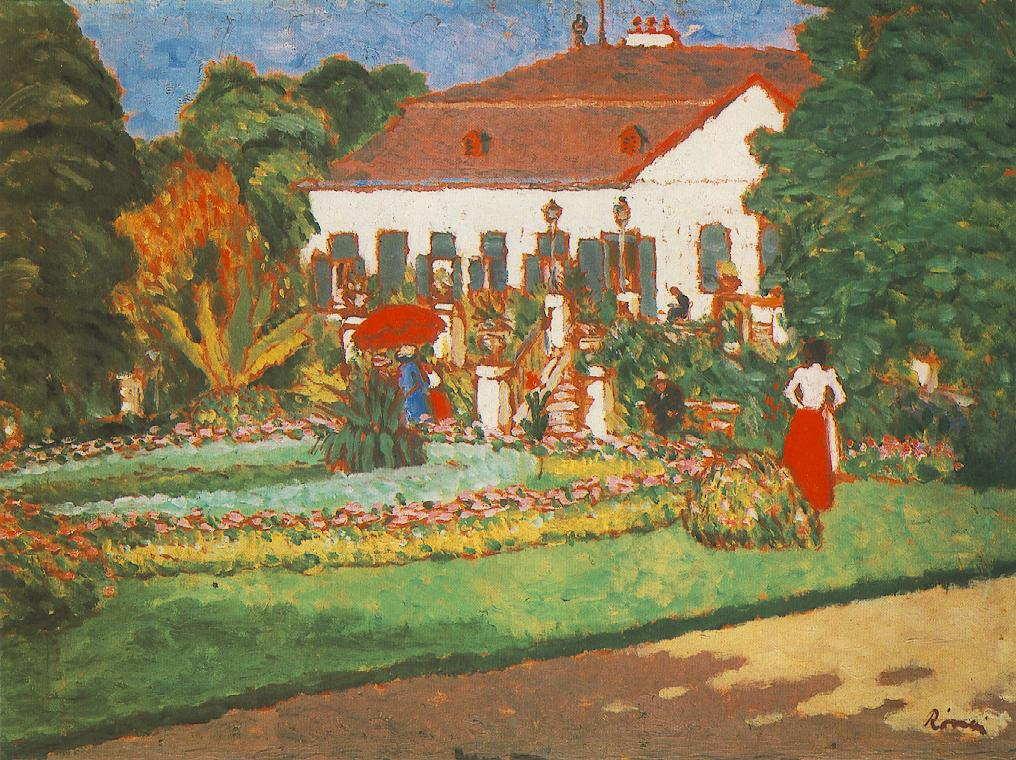
József Rippl-Rónai, Le manoir de Körtvélyes, vers 1907.

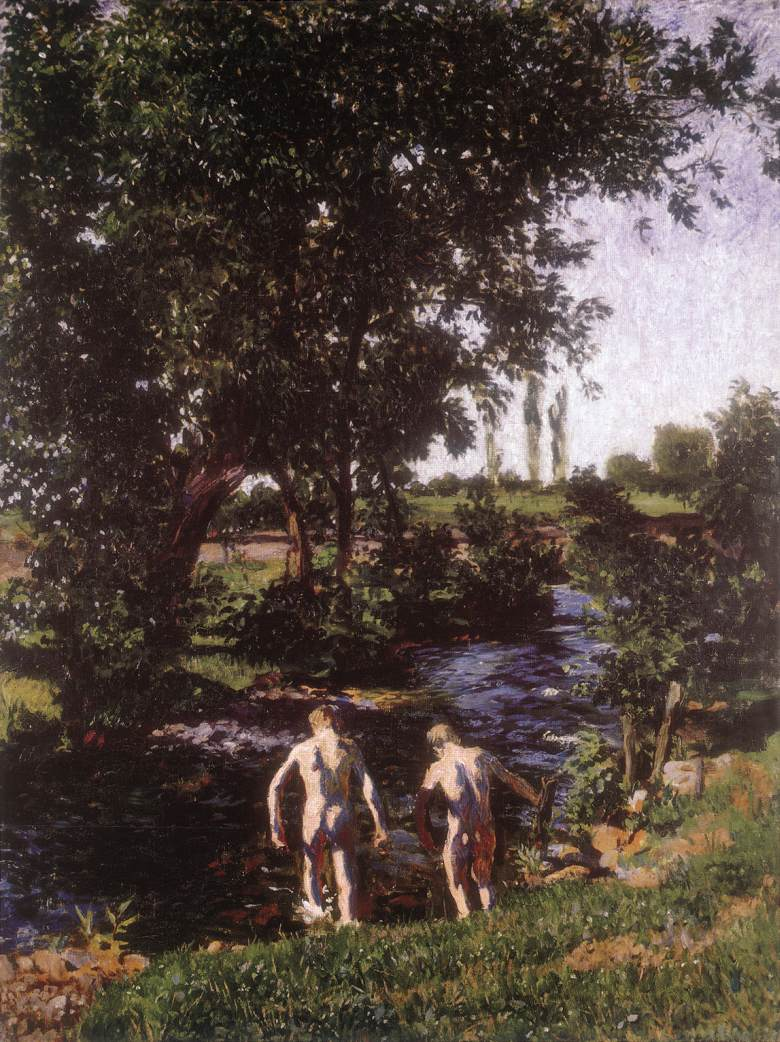
Károly Ferenczy, Été, 1901.

Le MIÉNK ou Cercle des impressionnistes et naturalistes hongrois (en hongrois Magyar Impresszionisták és Naturalisták Köre, dont l'acronyme MIÉNK signifie aussi « le nôtre ») est une société d'artistes hongroise du début du XXe siècle, fondée en 1907.

## Histoire
Károly Ferenczy, Pál Szinyei Merse et József Rippl-Rónai commencent à organiser en mai 1907 ce groupe d'artistes, qui se forme en octobre avec 17 membres fondateurs. Ceux-ci sont, outre ceux déjà mentionnés, János Vaszary, István Csók et Károly Kernstok, ainsi que les représentants de l'école de Nagybánya d'alors Béla Iványi-Grünwald, István Réti, Valér Ferenczy, Oszkár Glatz et Gyula Kosztolányi-Kann (hu), et également Adolf Fényes, Gusztáv Magyar Mannheimer (hu), Ferenc Olgyay (hu) et Frigyes Strobentz (hu) ; par contre, parmi la jeune génération ayant fréquenté Paris, seuls Béla Czóbel et Ödön Márffy sont admis comme membres fondateurs. Ces noms montrent que, selon l'expression de Rippl-Rónai, il s'agit d'un groupe « de coalition » (koalíciós), auquel participent aussi bien des artistes âgés de Nagybánya que des représentants du naturalisme de l'Alföld ou des Fauves hongrois. Le but de l'association est de réunir peintres naturalistes et impressionnistes, et d'organiser des expositions tous les ans. Les membres élisent président Pál Szinyei Merse, et le lieu où ils ont leurs habitudes est le Japán Kávéház (« Café japonais », aujourd'hui Boutique des écrivains (hu)), sur l'avenue Andrássy à Budapest.
Le MIÉNK tient sa première exposition en janvier 1908 au Salon National de Budapest (hu) (Nemzeti Szalon), un salon fondé en 1894 par la Société des artistes hongrois (Magyar Művészek és Műpártolók Egyesülete) en réaction aux expositions d'art académique à la galerie Műcsarnok.
Un an plus tard a lieu la deuxième exposition, où quinze jeunes peintres sont invités, essentiellement du milieu artistique des Fauves hongrois. C'est ainsi que peuvent exposer, parmi la nouvelle génération de Nagybánya, Géza Bornemisza (hu), Tibor Boromisza, Sándor Galimberti, András Mikola (hu), Vilmos Perlrott-Csaba et Sándor Ziffer, et aussi, parmi les futurs peintres des Huit, en plus de Kernstok, Czóbel et Márffy fondateurs du MIÉNK, Dezső Czigány, Dezső Orbán, Bertalan Pór et Lajos Tihanyi, et enfin également Lajos Gulácsy (hu). Dans l'exposition au Salon National, les jeunes sont placés à un étage séparé. Leurs peintures proches du fauvisme scandalisent la critique, et divisent également les membres du MIÉNK. En réponse aux critiques internes, une série de présentations des œuvres de Rippl-Rónai et des plus jeunes membres du MIÉNK a lieu à Kolozsvár, Nagyvárad et Arad (aujourd'hui Cluj-Napoca, Oradea, Arad, en Roumanie), mais la séparation du MIÉNK des artistes les plus modernes a finalement lieu à la fin de l'année, lorsque le groupe des « Chercheurs » (Keresők, devenus ensuite « Les Huit ») fait une présentation indépendante de ses œuvres, intitulée « Nouvelles peintures » (Új Képek).
Le MIÉNK présente sa troisième exposition en 1910, cette fois sans les modernes. Le groupe se dissout au cours de la même année. Les membres du MIÉNK qui ne deviennent pas membres des Huit et plus tard du KÚT (hu) (« Nouvelle société des artistes ») trouvent place en 1920 dans la Société Pál Szinyei Merse (hu).

## Liste de membres

### Fondateurs
- István Csók
- Béla Czóbel
- Károly Ferenczy
- Valér Ferenczy
- Adolf Fényes
- Oszkár Glatz
- Béla Iványi-Grünwald
- Károly Kernstok
- Gyula Kosztolányi-Kann (hu)
- Gusztáv Magyar Mannheimer (hu)
- Ödön Márffy
- Ferenc Olgyay (hu)
- István Réti
- József Rippl-Rónai
- Frigyes Strobentz (hu)
- Pál Szinyei Merse
- János Vaszary

### Invités
- Géza Bornemisza (hu)
- Tibor Boromisza
- Dezső Czigány
- Sándor Galimberti
- Lajos Gulácsy (hu)
- András Mikola (hu)
- Dezső Orbán
- Vilmos Perlrott-Csaba
- Bertalan Pór
- Lajos Tihanyi
- Sándor Ziffer
- Lajos Zombory (hu)